# نیپرادیلول
نیپرادیلول (انگلیسی: Nipradilol) یک مسدودکننده بتا و اهداکننده اکسید نیتریک است.